# Mikroregion údolí Lidického potoka
Mikroregion údolí Lidického potoka je dobrovolný svazek obcí podle zákona v okresu Kladno a okresu Praha-západ, jeho sídlem je Buštěhrad a jeho cílem je celkový rozvoj mikroregionu, infrastruktury, životního prostředí a cestovního ruchu. Sdružuje celkem 10 obcí a byl založen v roce 2001.

## Obce sdružené v mikroregionu
- Buštěhrad
- Číčovice
- Dolany
- Hřebeč
- Lidice
- Makotřasy
- Malé Přítočno
- Pletený Újezd
- Stehelčeves
- Velké Přítočno